# IQT電信
In-Q-Tel電信，簡稱IQT，總公司位於美國弗吉尼亞州阿靈頓，是一個不以營利為目的風險投資公司，投資於高科技公司的唯一目的是保持中央情報局能隨時配備最新的信息技術來支持美國及其盟友的情報戰能力。該公司原名Peleus和IN-Q-It，是一家單純民間電信公司；1999年由Gilman Louie擔任領導者後改名IN-Q-Tel，開始與官方的合作。 
In-Q-Tel電信主要任務是，確定和投資民間公司開發的尖端技術服務於美國國家安全利益。為了確保不斷發展的戰略藍圖之中情報界的關鍵技術需求，In-Q-Tel電信從事與企業家、成長型企業、研究人員和風險資本家提供資金與雛型技術，換回成熟技術交予中央情報局、國防情報局、國家地理空間情報局和較大的情報機構。所以該公司集中在三大商業技術領域：軟件、基礎設施和材料科學。

## 參看
- 西方公司